# Cathédrale Saint-Laurent-et-Sainte-Élisabeth de Rotterdam
La cathédrale Saint-Laurent-et-Sainte-Élisabeth est une église catholique romaine située au 305, Mathenesserlaan dans l'arrondissement centre de la ville de Rotterdam. L'édifice, de style néo-roman, a été construit d'après les plans de l'architecte néerlandais Petrus Gerardus Buskens. Depuis 1967, l'église fait office de cathédrale.

## Historique

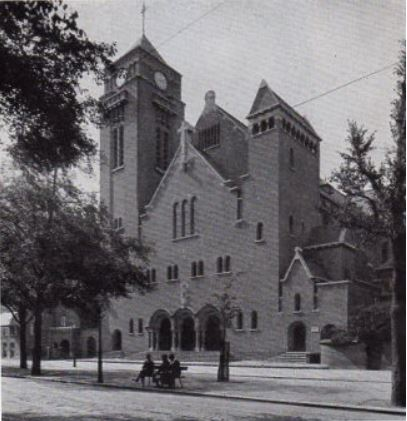
L'église Sainte-Élisabeth en 1922.

Les travaux de construction ont débuté en 1904. L'église a été bâtie en deux phases. Durant la période allant de 1904 à 1909, seuls le chœur, le transept et la nef ont été bâtis. Les deux tours frontales, quant à elles, ont été construites entre 1920 et 1922. Durant la Seconde Guerre mondiale, lors du raid aérien britannique du 3 octobre 1941, l'église a fait l'objet de destructions partielles : le portail, mais également la toiture et la coupole ont été endommagés. Lors d'une frappe aérienne de la Sicherheitsdienst visant le canal Heemraadssingel, le 29 novembre 1944, l'un des vaisseaux collatéraux de l'église a à son tour été fortement endommagé. Après la guerre, les dommages subis par l'église ont été réparés,.
Initialement, le monument est placé sous le vocable de Sainte-Élisabeth, et sert d'église paroissiale. En 1956, Rotterdam devient un diocèse. À cette époque, c'est l'église Saint-Ignace qui est choisie pour faire office de cathédrale. Celle-ci est dès lors rebaptisée et prend le nom du saint patron de la ville de Rotterdam, Laurent de Rome, comme l'église Saint-Laurent de Rotterdam, construite au Moyen Âge et affectée au culte protestant depuis 1572. En 1967, l'église Sainte-Élisabeth devient la cathédrale du diocèse de Rotterdam et obtient dès lors son vocable actuel. À cette occasion, l'intérieur de l'église fait l'objet d'une modernisation, avec notamment certains de ces éléments décoratifs peints en blanc,.
Le bâtiment bénéficie d'un classement au titre Monument national le 26 juin 2002.
Lors de la restauration de l'enceinte entre 2008 et 2011, les travaux ont principalement consisté à  lui restituer, autant que possible, son état de 1960. Le coût de cette récente restauration a été estimé à environ 7,2 millions d'euros.

## Architecture et caractéristiques
La cathédrale se déploie sur une longueur de 67 m pour une largeur de 33 m (transept compris) et s'élève à une hauteur de 37 m (au sommet du clocher de la tour latérale gauche).
Une coupole surplombe la partie centrale de la nef. La coupole s'élève à une hauteur de 24 m.
L'enceinte de la cathédrale est agrémentée de nombreuses statues, certaines confectionnées en terracotta.
Le portail de l'édifice est orné d'une statue monumentale à l'effigie de sainte Élisabeth. Une inscription en latin — « O crux ave, spes unica » — est gravée sur le fronton de la cathédrale.

## Galerie

Cathédrale de Saint-Laurent-et-Sainte-Élisabeth
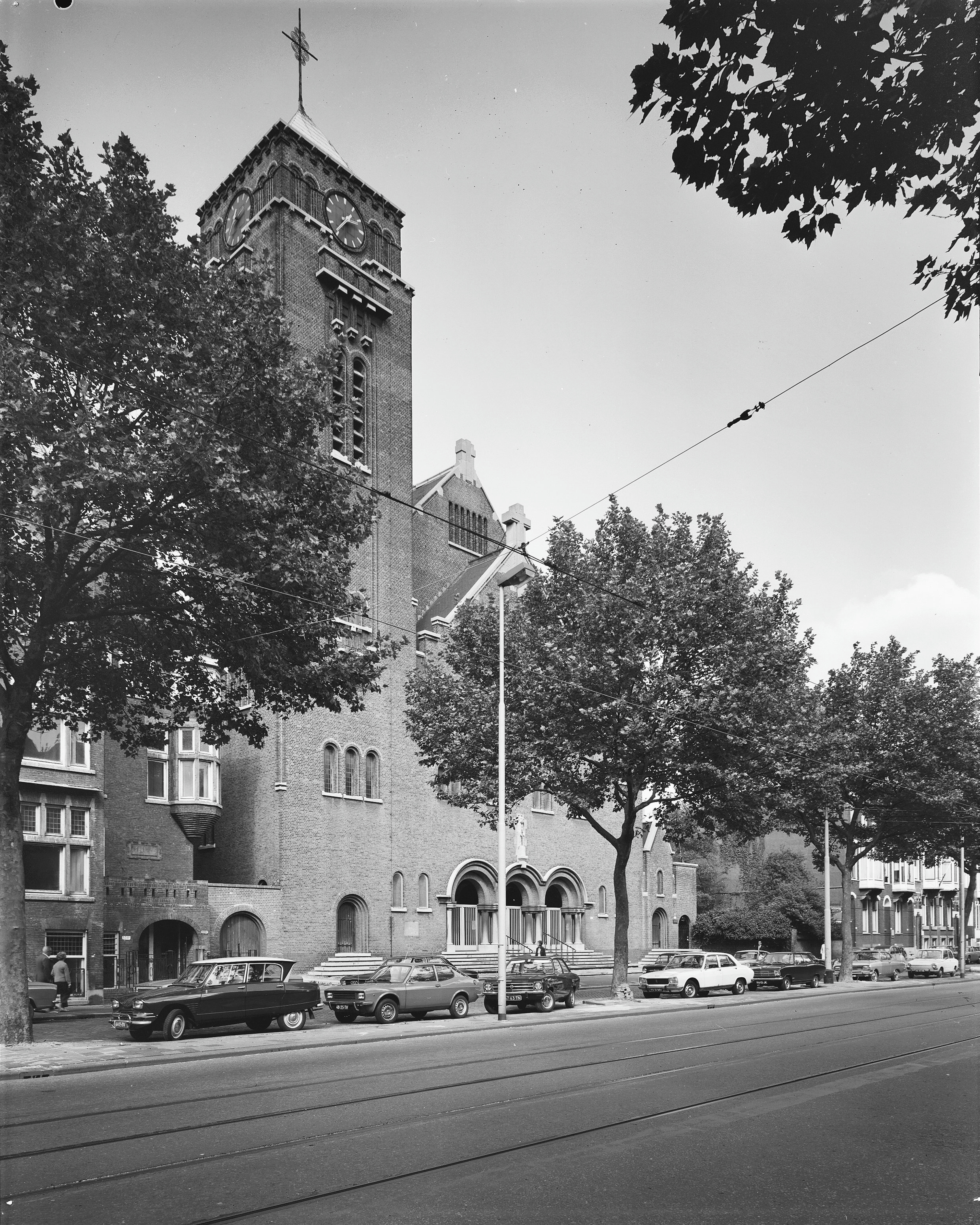
La cathédrale en 1967.
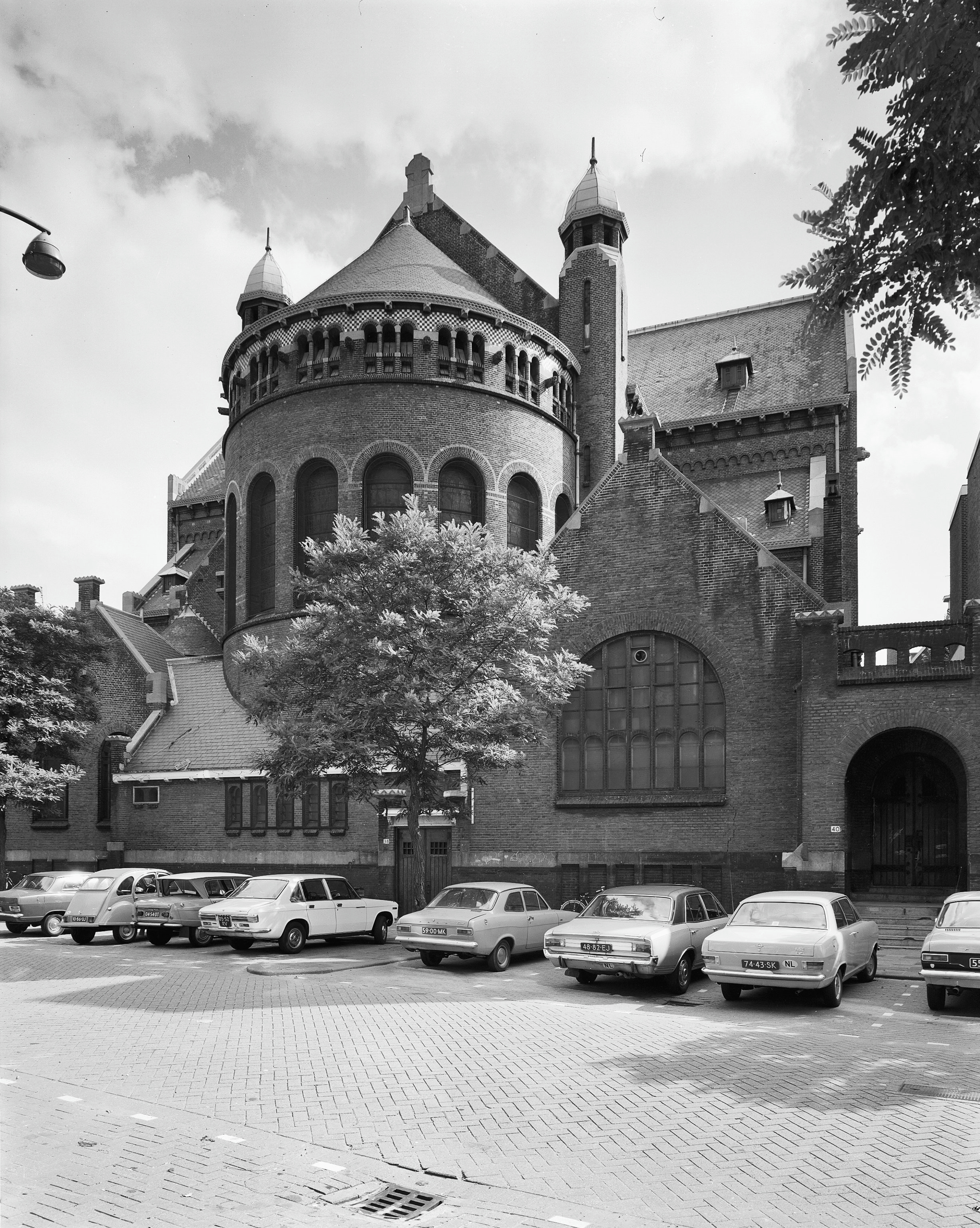
Vue extérieure du chœur en 1971.
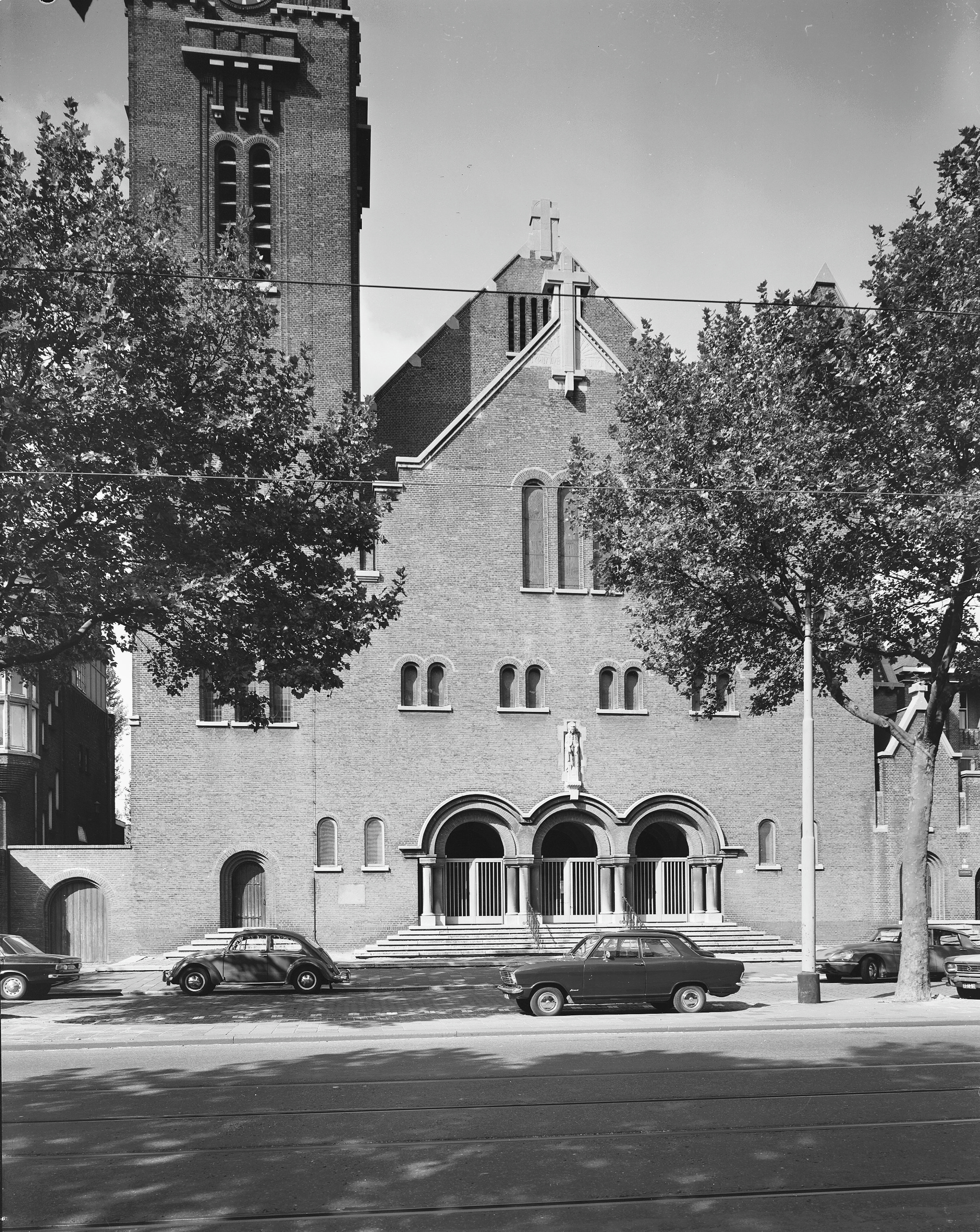
Façade de la cathédrale en 1971.
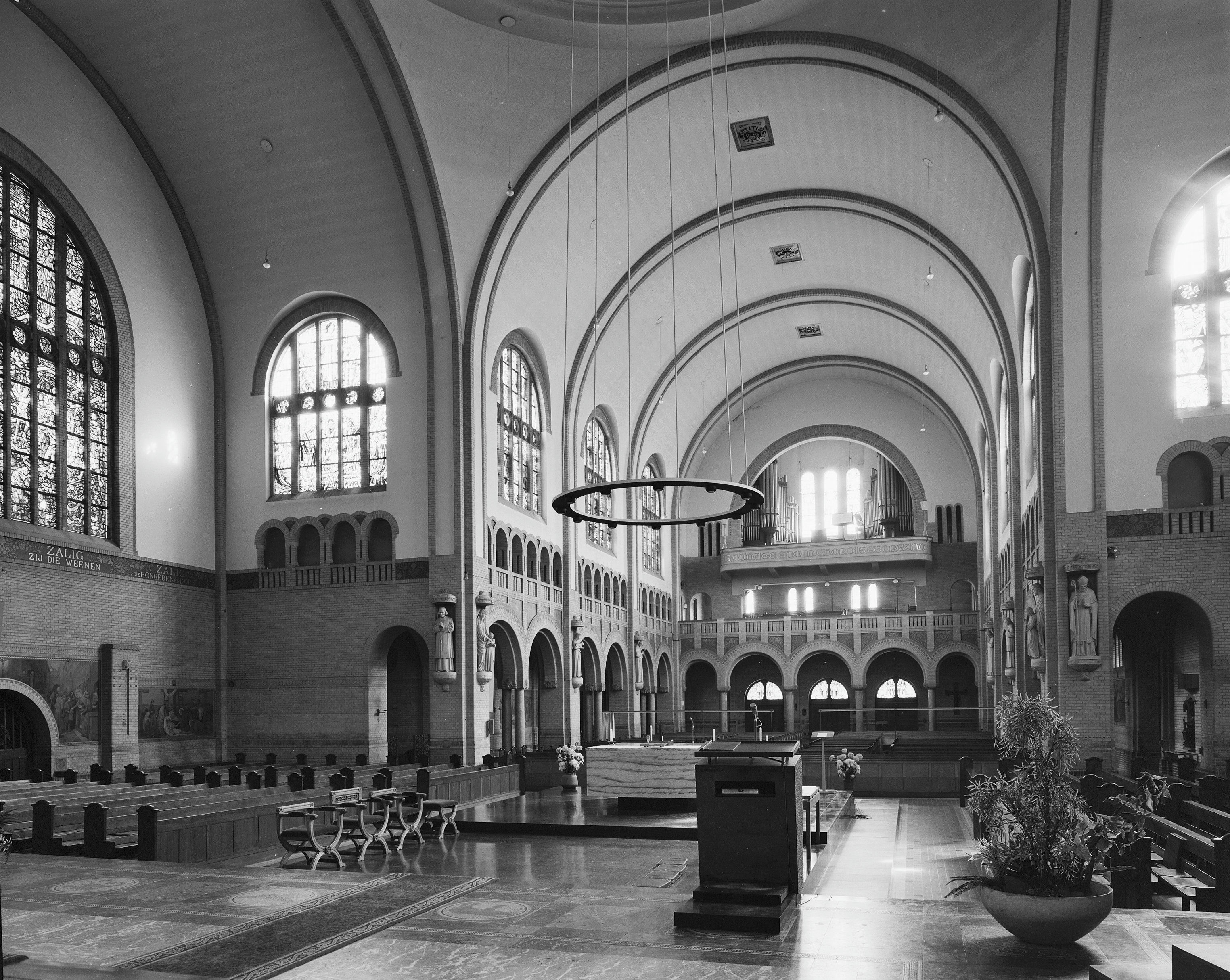
Enceinte de la cathédrale en 1971.
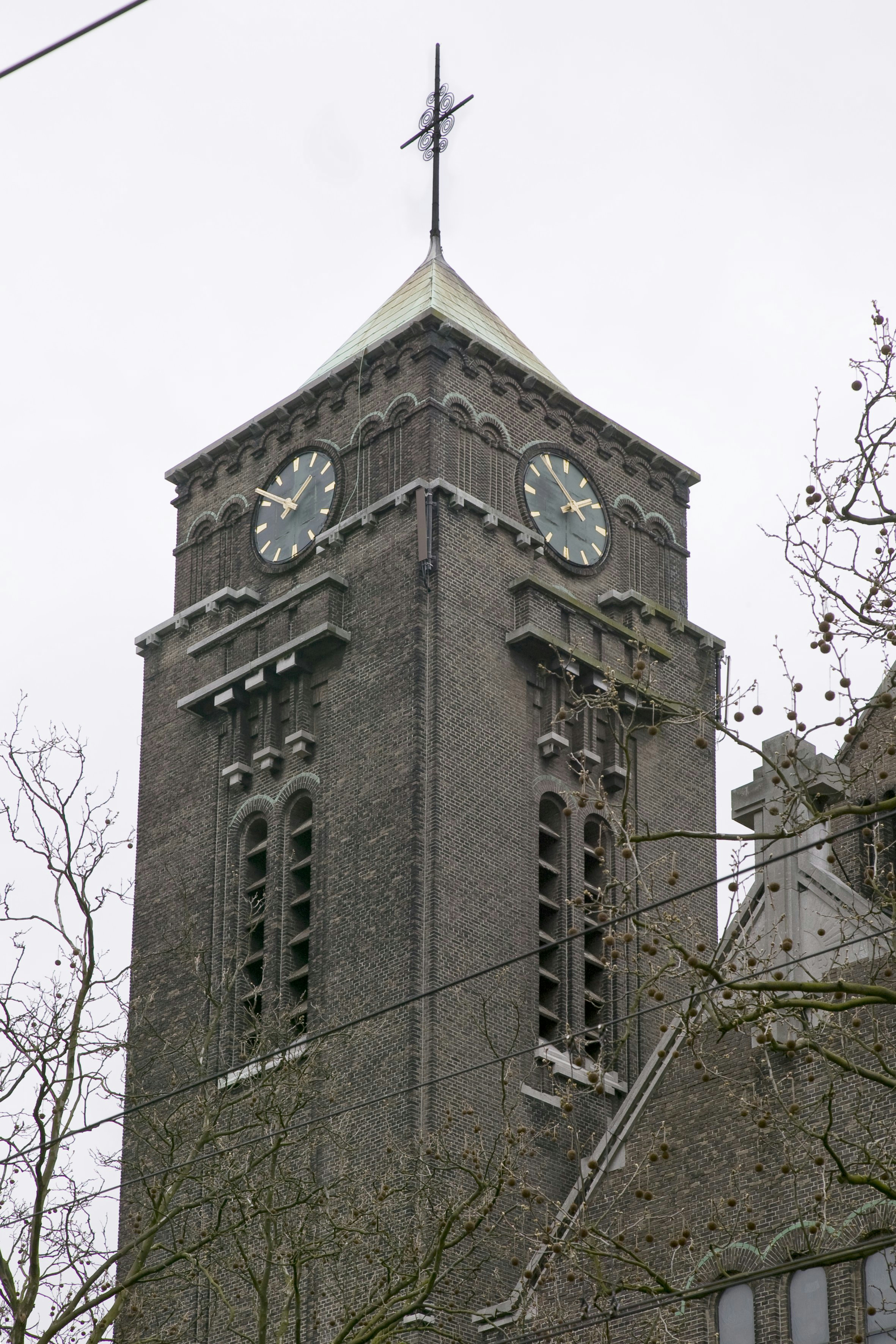
Clocher de la cathédrale.
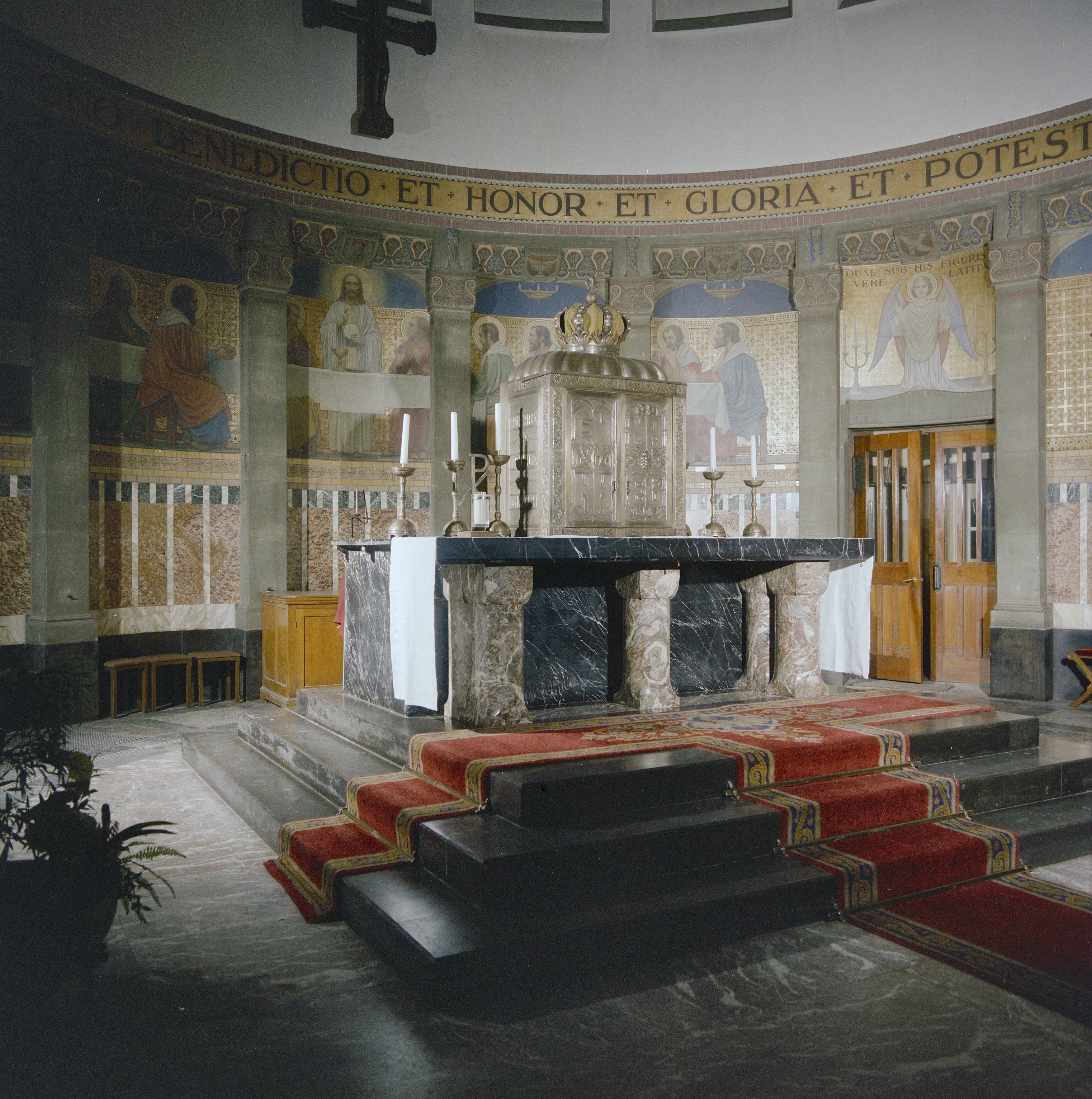
Le chœur et son autel.
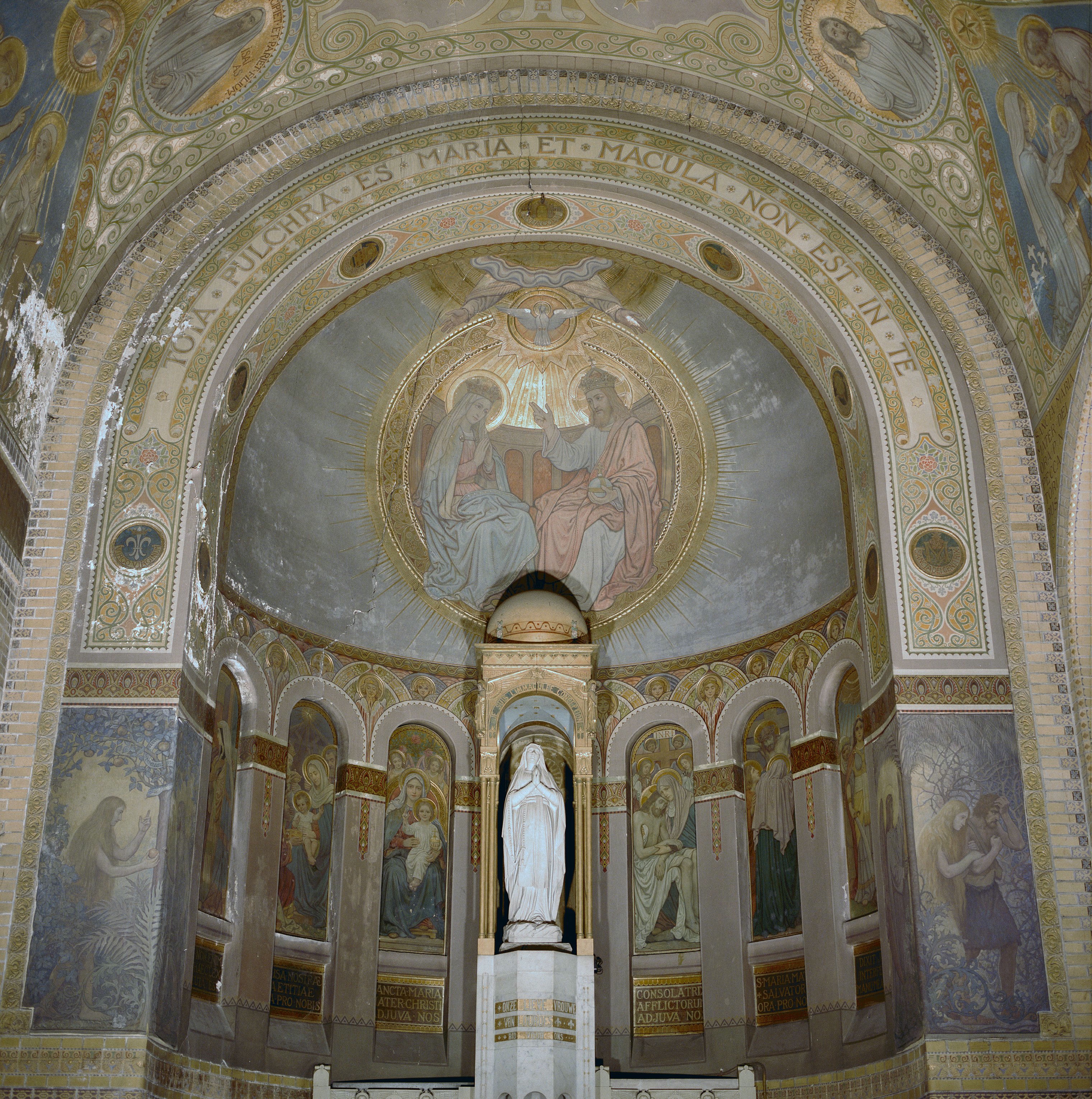
Intérieur de la cathédrale.
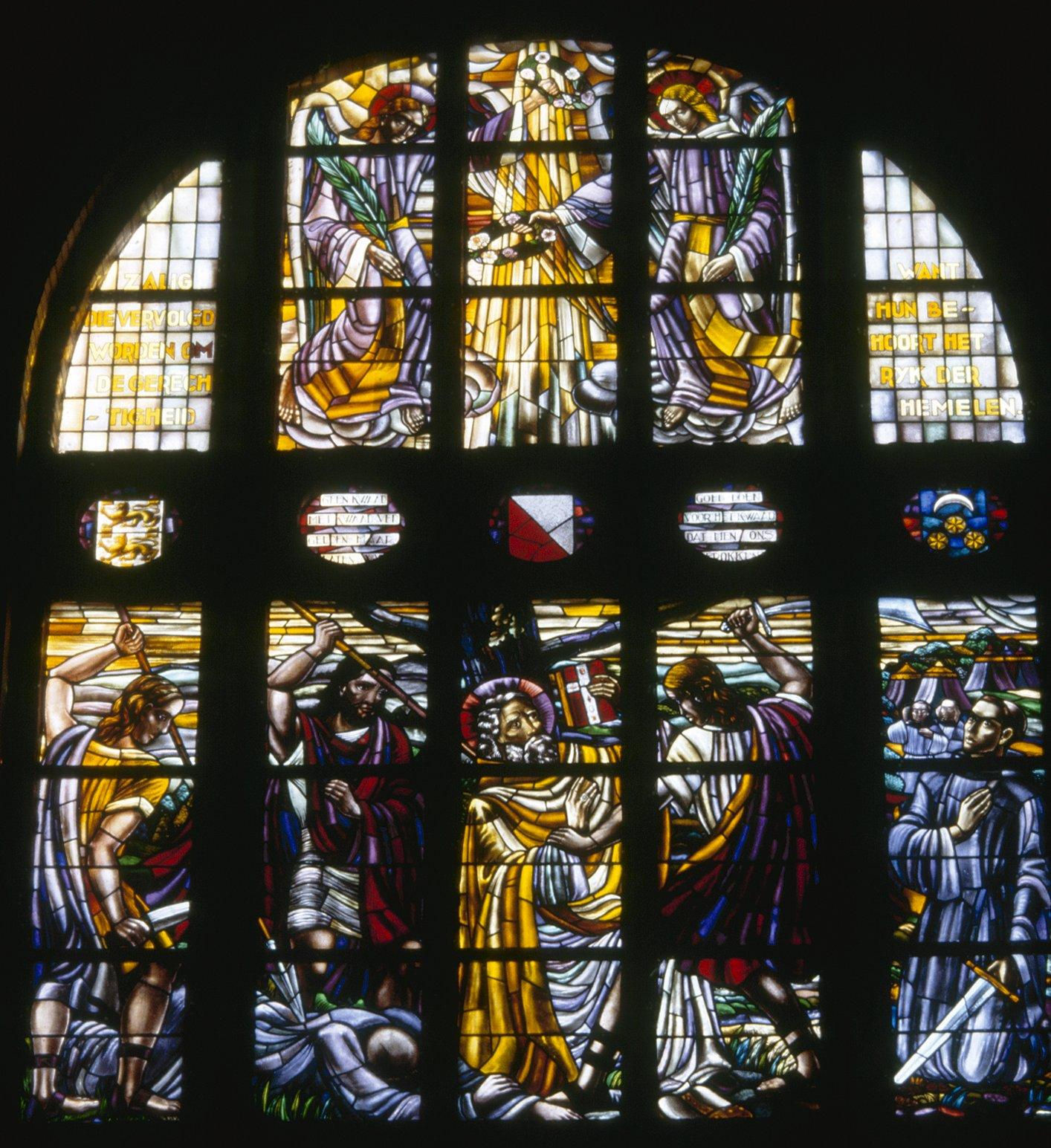
Vitraux.
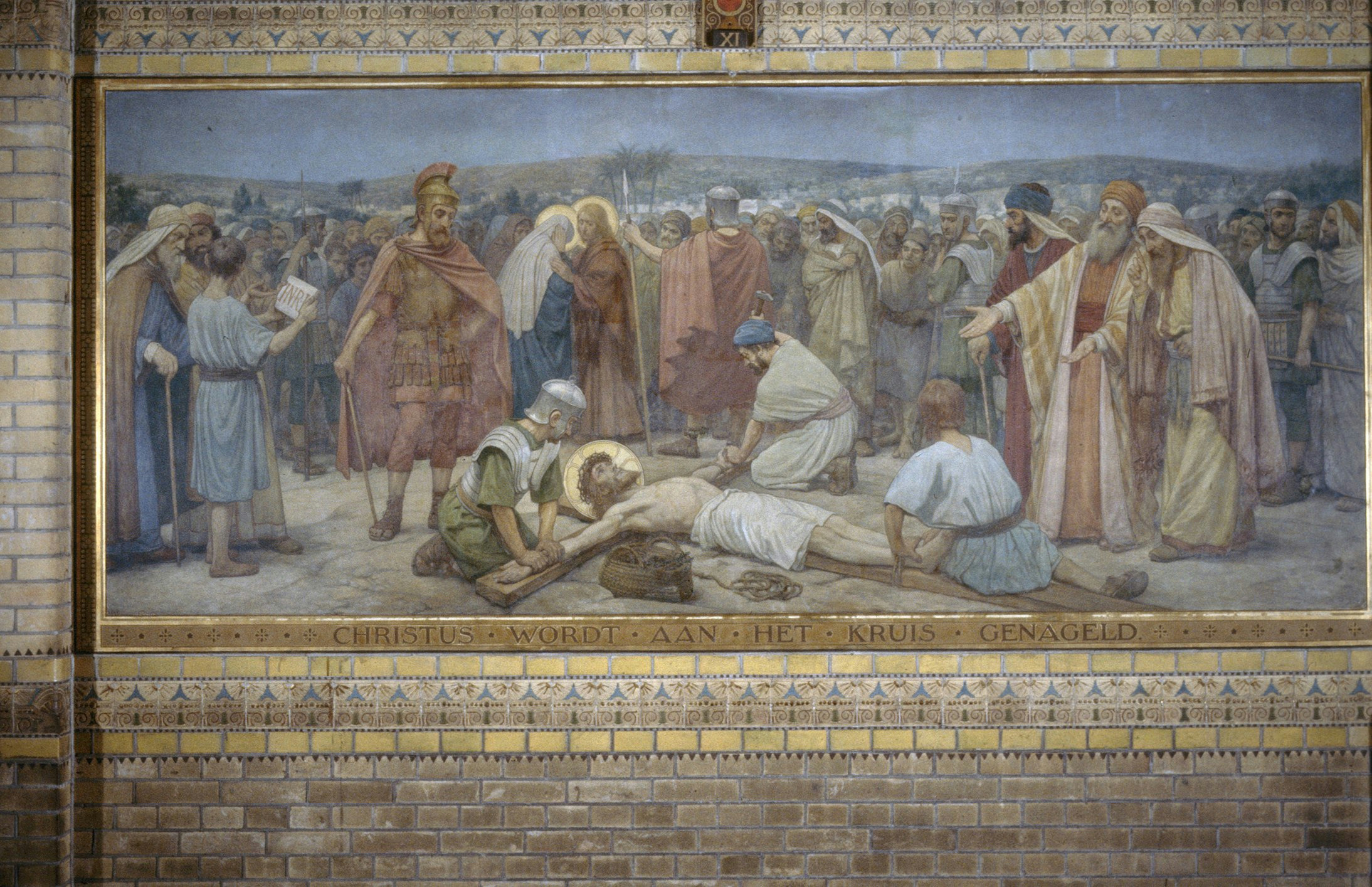
Peinture ornementale.